# Кондола Рашад
Кондола Рашад (англ. Condola Rashād, нар. 11 грудня 1986) — американська актриса, номінант на премію «Тоні» в 2012 і 2013 роках.

## Життя і кар'єра
Кондола Рашад є дочкою актриси Філісії Рашад і футболіста Ахмада Рашада і народилася в Нью-Йорку. Вона закінчила Каліфорнійський інститут мистецтв в 2008 році, а після дебютувала на сцені у постановці «Зруйнований», роль в якій принесла їй Theatre World Award і номінацію на «Драма Деск» у 2009 році.
У 2012 році Кондола Рашад була номінована на премію «Тоні» за кращу жіночу роль у п'єсі за свій Бродвейський дебют у постановці Stick Fly. У березні того ж року вона отримала роль Шелбі, доньки Квін Латіфи, у фільмі «Сталеві магнолії», чергової оригінальної інтерпретації п'єси та фільму «Сталеві магнолії» 1989 року з Саллі Філд. Також у 2012 році у неї була другорядна роль в телесеріалі «Смеш», а раніше Рашад з'явилася в серіалах «Хороша дружина» і «Закон і порядок. Злочинний намір», а також фільмах «Секс у великому місті 2» і «30 ударів».

## Фільмографія
| Рік  | Українська назва                 | Оригінальна назва            | Роль          | Примітки  |
| ---- | -------------------------------- | ---------------------------- | ------------- | --------- |
| 2009 | Хороша дружина                   | The Good Wife                | Мері Беннет   | 1 епізод  |
| 2010 | Закон і порядок. Злочинний намір | Law & Order: Criminal Intent | Кадра         | 2 епізоди |
| 2010 | Секс у великому місті 2          | Sex and the City 2           | Меган         |           |
| 2011 |                                  | Georgetown                   | Брайс Джонсон | пілот     |
| 2012 | Смеш                             | Smash                        | Синтія Моран  | 4 епізоди |
| 2012 |                                  | Submissions Only             | Ева Халден    | 2 епізоди |
| 2012 | 30 ударів                        | 30 Beats                     | Джулі         |           |
| 2012 | Сталеві магнолії                 | Steel Magnolias              | Шелбі         |           |
| 2016 | Мільярди                         | Billions                     | Кейт Захер    |           |

## Нагороди та номінації
- «Тоні»
  - 2012 — Премія «Тоні» за кращу жіночу роль у п'єсі — Stick Fly (номінація)
  - 2013 — Премія «Тоні» за кращу жіночу роль у п'єсі — The Trip to Bountiful (номінація)

«Драма Деск»
  - 2009 — Премія «Драма Деск» за кращу жіночу роль другого плану в п'єсі — «Зруйнований» (номінація)
  - 2013 — Премія «Драма Деск» за кращу жіночу роль другого плану у п'єсі — The Trip to Bountiful (номінація)

Theatre World Award
  - 2009 — Кращий дебют — «Зруйнований»